# 1884년 미국 대통령 선거
1884년 미국 대통령 선거는 1884년 미국에서 치러진 대통령 선거로, 민주당의 그로버 클리블랜드 후보가 당선되었다

## 후보선출

### 공화당
1884년 6월, 공화당 전당대회에선 제임스 블레인 전 하원의장이 건강이 악화된 체스터 아서 대통령을 누르고 대통령 후보로 선출되었다

### 민주당
1884년 7월, 민주당 전당대회는 국민적 지지를 등에 업은 그로버 클리블랜드 뉴욕주지사를 대통령 후보로 선출한다

### 금지당
금지당은 존 세인트 존 전 캔자스주지사를 대통령 후보로 선출한다

### 지폐당
지폐당은 벤자민 버틀러 전 매사추세츠주지사를 대통령 후보로 선출한다

## 선거 과정
1876년 제임스 멀리건이라는 사서가 폭로한, 철도회사들로부터 11만 달러(현재 한화가치 1643억 이상)의 뇌물을 수수한 혐의는 경선과 대선 과정 내내 클리블랜드를 공격하는 도구가 되었다.
7월 21일, 버팔로 석간 텔레그래프가 폭로한 스캔들은 더 큰 파장을 몰고 왔는데, 클리블랜드가 사생아를 둬, 고아원에 보내고 생모를 수용소에 가뒀다는 것이다. 클리블랜드는 불륜 사실과 사생아의 존재를 인정했으나, 고아원과 수용소설은 부인했다. 이러한 인정은 오히려 파장을 줄이는데 성공했다.

## 선거 결과
| 대통령 후보            | 정당   | 근거지     | 득표수    | 지지율 | 선거인단 득표 |
| ---------------------- | ------ | ---------- | --------- | ------ | ------------- |
| 그로버 클리블랜드      | 민주당 | 뉴욕       | 4,914,482 | 48.85% | 219           |
| 제임스 G. 블레인       | 공화당 | 메인       | 4,856,903 | 48.28% | 182           |
| 존 세인트 존           | 금지당 | 캔자스     | 147,482   | 1.5%   | 0             |
| 벤자민 프랭클린 버틀러 | 지폐당 | 매사추세츠 | 134,294   | 1.3%   | 0             |
| 계                     | 계     | 10,049,754 | 100.00 %  | 401    |               |

| 부통령 후보     | 정당   | 근거지   | 선거인단 득표 |
| --------------- | ------ | -------- | ------------- |
| 토마스 핸드릭스 | 민주당 | 인디애나 | 219           |
| 존 로건         | 공화당 | 일리노이 | 182           |
| 윌리엄 대니얼   | 금지당 | 메릴랜드 | 0             |
| 앱솔롬 웨스트   | 지폐당 | 미시시피 | 0             |
| 계              | 계     | 계       | 401           |

## 같이 보기
- 1884년 미국 하원의원 선거
- 1884년 미국 상원의원 선거
- 미국의 대통령